# I Have Nothing
"I Have Nothing" là một bài hát của nghệ sĩ thu âm người Mỹ Whitney Houston nằm trong album nhạc phim của bộ phim năm 1992 The Bodyguard, mà cô cũng tham gia thủ vai nữ chính. Nó được phát hành vào ngày 20 tháng 2 năm 1993 bởi Arista Records, sau những thành công liên tiếp của hai đĩa đơn "I Will Always Love You" và "I'm Every Woman". Bài hát được viết lời bởi David Foster và Linda Thompson, và được sản xuất bởi Foster. Đây là một bản ballad với nội dung đề cập đến một tình yêu sâu sắc và những hiểu lầm xảy ra giữa hai người yêu nhau bởi nhận thức khác nhau.
Sau khi phát hành, "I Have Nothing" nhận được những phản ứng tích cực từ các nhà phê bình âm nhạc, trong đó họ đánh giá cao chất giọng của Houston thể hiện trong bài hát. Nó còn nhận được nhiều giải thưởng và đề cử lớn, bao gồm đề cử giải Oscar cho giải Oscar cho Bài hát gốc xuất sắc nhất vào năm 1993 và giải Grammy cho Bài hát xuất sắc nhất thuộc thể loại phim điện ảnh, truyền hình hoặc phương tiện truyền thông khác vào năm 1994. Bài hát cũng gặt hái những thành công đáng kể về mặt thương mại, đứng đầu bảng xếp hạng ở Canada và lọt vào top 5 ở Ireland và Vương quốc Anh, cũng như vươn đến top 20 ở một số thị trường khác. Tại Hoa Kỳ, "I Have Nothing" tiếp tục trở thành một bản hit lớn của Houston tại đây, đạt vị trí thứ tư trên bảng xếp hạng Billboard Hot 100. Ngoài ra, bài hát cùng với hai đĩa đơn trước từ album còn giúp Houston thiết lập một kỷ lục trong lịch sử bảng xếp hạng Billboard, trở thành nghệ sĩ đầu tiên có ba bài hát lọt vào top 11 của Hot 100 trong cùng một tuần kể từ kỷ nguyên SoundScan vào năm 1991.
Video ca nhạc cho "I Have Nothing" được đạo diễn bởi S.A. Baron, trong đó Houston trình diễn nó trong một khán phòng, xen kẽ với những hình ảnh từ The Bodyguard. Để quảng bá bài hát, nữ ca sĩ đã trình diễn nó trên nhiều chương trình truyền hình và lễ trao giải khác nhau, như giải thưởng âm nhạc Billboard năm 1993, giải thưởng Âm nhạc Mỹ năm 1994, buổi hòa nhạc Whitney: The Concert for a New South Africa năm 1994, và giải thưởng BET năm 2001, và tất cả đều nhận được những lời tán dương từ giới phê bình. Ngoài ra, bài hát còn nằm trong danh sách trình diễn của chuyến lưu diễn The Bodyguard World Tour (1992-93). "I Have Nothing" cũng xuất hiện trong nhiều album tổng hợp của Houston, bao gồm Whitney: The Greatest Hits (2000), Love, Whitney (2001), The Ultimate Collection (2007), I Will Always Love You: The Best of Whitney Houston (2012) và Whitney Houston Live: Her Greatest Performances (2014). Đây được xem là một trong những bài hát trứ danh trong sự nghiệp của Houston, được lựa chọn trình diễn trong nhiều chương trình truyền hình thực tế khắp thế giới như American Idol, và được hát lại bởi một số nghệ sĩ, bao gồm Natalie Cole, Patti LaBelle, Ariana Grande và dàn diễn viên của Glee.

## Danh sách bài hát
| - Đĩa 12" tại Vương quốc Anh - A1 "I Have Nothing" ― 4:45 - A2 "All the Man That I Need" ― 3:54 - B1 "Where You Are" ― 4:10 - B2 "Lover for Life" ― 4:48 - Đĩa 7" tại châu Âu / Đĩa CD 3" tại Nhật - A "I Have Nothing" ― 4:45 - B "Where You Are" ― 4:10 - Đĩa 7" tại Vương quốc Anh - A "I Have Nothing" ― 4:45 - B "All the Man That I Need" ― 3:54 | - Đĩa CD quảng bá tại Hoa Kỳ 1. "I Have Nothing" - 4:49 - Đĩa CD maxi tại Hoa Kỳ/Châu Âu/Vương quốc Anh 1. "I Have Nothing" ― 4:45 2. "Where You Are" ― 4:10 3. "Lover for Life" ― 4:48 - Đĩa CD tại Vương quốc Anh 1. "I Have Nothing" ― 4:45 2. "All the Man That I Need" ― 3:54 3. "Where You Are" ― 4:10 4. "Lover for Life" ― 4:48 |

## Xếp hạng
| Bảng xếp hạng (1993)                     | Vị trí cao nhất |
| ---------------------------------------- | --------------- |
| Úc (ARIA)                                | 28              |
| Bỉ (Ultratop 50 Flanders)                | 11              |
| Canada (RPM)                             | 1               |
| Canada Adult Contemporary (RPM)          | 1               |
| Đan Mạch (Tracklisten)                   | 9               |
| Châu Âu (European Hot 100 Singles)       | 9               |
| Pháp (SNEP)                              | 29              |
| Đức (Official German Charts)             | 39              |
| Ireland (IRMA)                           | 4               |
| Hà Lan (Dutch Top 40)                    | 22              |
| Hà Lan (Single Top 100)                  | 23              |
| New Zealand (Recorded Music NZ)          | 20              |
| Thụy Sĩ (Schweizer Hitparade)            | 39              |
| Anh Quốc (OCC)                           | 3               |
| Hoa Kỳ Billboard Hot 100                 | 4               |
| Hoa Kỳ Adult Contemporary (Billboard)    | 1               |
| Hoa Kỳ Hot R&B/Hip-Hop Songs (Billboard) | 4               |
| Hoa Kỳ Pop Airplay (Billboard)           | 3               |
| Hoa Kỳ Rhythmic (Billboard)              | 4               |

| Bảng xếp hạng (1993)                 | Vị trí |
| ------------------------------------ | ------ |
| Australia (ARIA)                     | 135    |
| Canada (RPM)                         | 14     |
| Canada Adult Contemporary (RPM)      | 4      |
| Europe (European Hot 100 Singles)    | 100    |
| Japan (Tokyo Hot 100)                | 71     |
| Netherlands (Dutch Top 40)           | 181    |
| UK Singles (Official Charts Company) | 59     |
| US Billboard Hot 100                 | 30     |
| US Adult Contemporary (Billboard)    | 17     |
| US Hot R&B/Hip-Hop Songs (Billboard) | 32     |

## Chứng nhận
| Quốc gia                                                                           | Chứng nhận | Số đơn vị/doanh số chứng nhận |
| ---------------------------------------------------------------------------------- | ---------- | ----------------------------- |
| Anh Quốc (BPI)                                                                     | Bạc        | 200.000^                      |
| Hoa Kỳ (RIAA)                                                                      | Vàng       | 500.000^                      |
| * Chứng nhận dựa theo doanh số tiêu thụ. ^ Chứng nhận dựa theo doanh số nhập hàng. |            |                               |